# Thumbi Ndung'u
Thumbi Ndung'u (1969) è un virologo keniota, noto per i suoi studi sull'AIDS e l'HIV e per essere stato il primo scienziato a clonare il sottotipo C dell'HIV.

## Biografia
Ndung'u ha iniziato a studiare veterinaria presso l'Università di Nairobi. In quel contesto, si è trovato coinvolto in un progetto di ricerca sulla schistosomiasi, a seguito del quale decise di cambiare l'indirizzo dei propri studi. In quell'ambiente, ricevette una borsa di studio dalla USAID (United States Agency for International Development), per svolgere un tirocinio di sei mesi presso la Harvard School of Public Health, al fine di imparare alcune tecniche per la creazione di anticorpi monoclonali. Dall'ambiente di Boston ricevette stimoli a continuare gli studi dottorali e la carriera scientifica: decise, quindi, di chiedere la possibilità di un dottorato ad Harvard, opportunità che gli fu concessa e che portò al conseguimento del Ph.D. presso la Harvard School of Public Health. Come studente laureato, ha lavorato con Max Essex, dell'Università Harvard, alla Harvard's AIDS Initiative. Fu proprio, Max Essex, suo supervisore, che aveva collaborato alla creazione di un laboratorio di ricerca in Botswana, a incoraggiarlo a recarvisi per fare ricerca sul campo.
Ndung'u è noto per le sue ricerche sull'AIDS. Guida l'HIV Pathenogenesis Program dell'Università di KwaZulu-Natal, provincia del Sudafrica in cui il tasso di infezione da HIV raggiunge il 39,5%.
Ndung'u è stato il primo scienziato a clonare il sottotipo C dell'HIV.

## Riconoscimenti
Nel 2012 ha ricevuto il premio International Early Career Scientist conferito dall'Howard Hughes Medical Institute.